# Mięsień prosty dolny

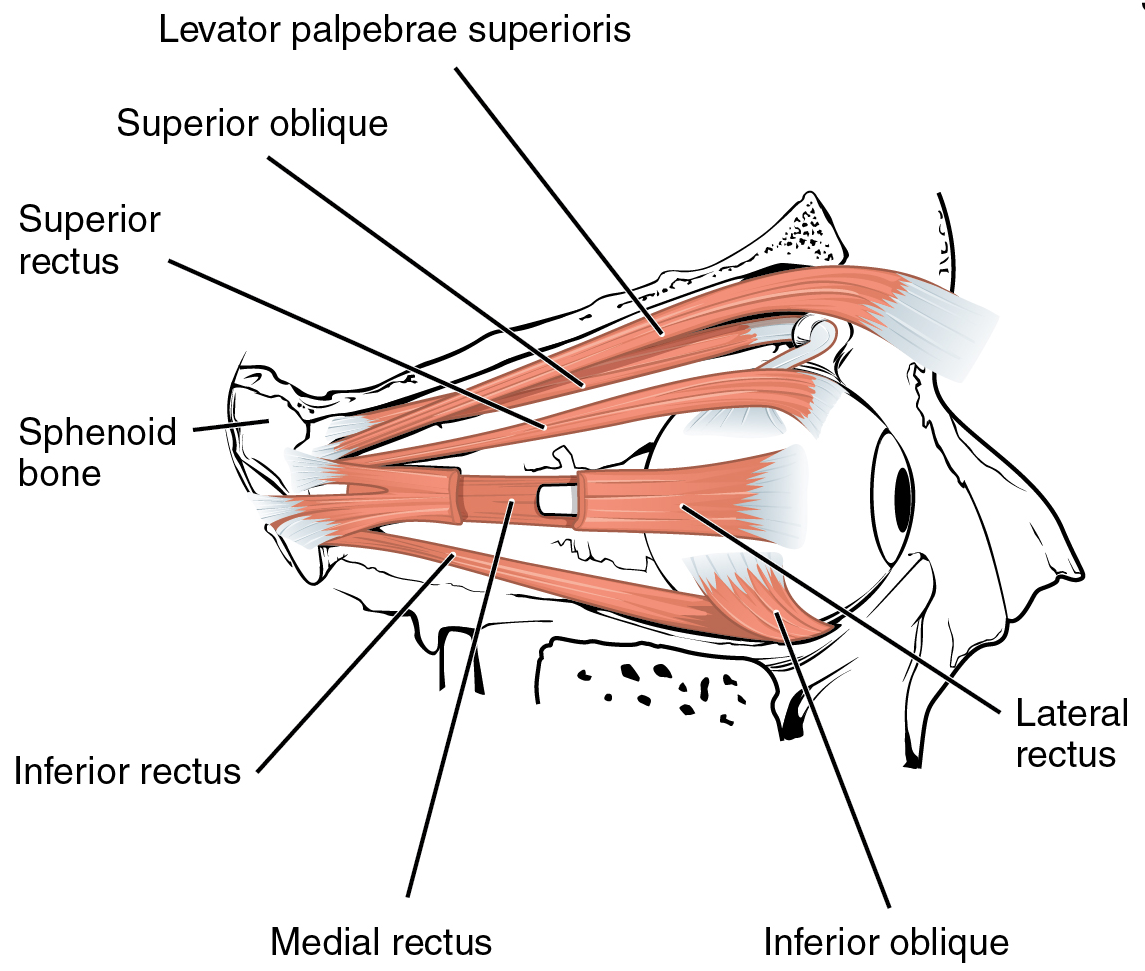
Mięśnie otaczające gałkę oczną (prawe oko). Mięsień prosty dolny podpisany Inferior rectus

Mięsień prosty dolny  (łac. musculus rectus inferior) – w anatomii człowieka jeden z mięśni zewnętrznych gałki ocznej. Rozpoczyna się w odcinku dolnym pierścienia ścięgnistego wspólnego, poniżej kanału wzrokowego, po czym biegnie wzdłuż dolnej ściany oczodołu (w części przedniej oddzielony od niego mięśniem skośnym dolnym), a następnie przyczepia się skośnie do twardówki przed równikiem gałki ocznej, ok. 6,5 mm od rogówki.
Mięsień prosty dolny unerwiony jest przez gałąź dolną nerwu okoruchowego, a unaczyniony przez gałęzie mięśniowe tętnicy ocznej.
Obniża gałkę oczną, przywodzi ją i obraca na zewnątrz.